# Kaibōkan

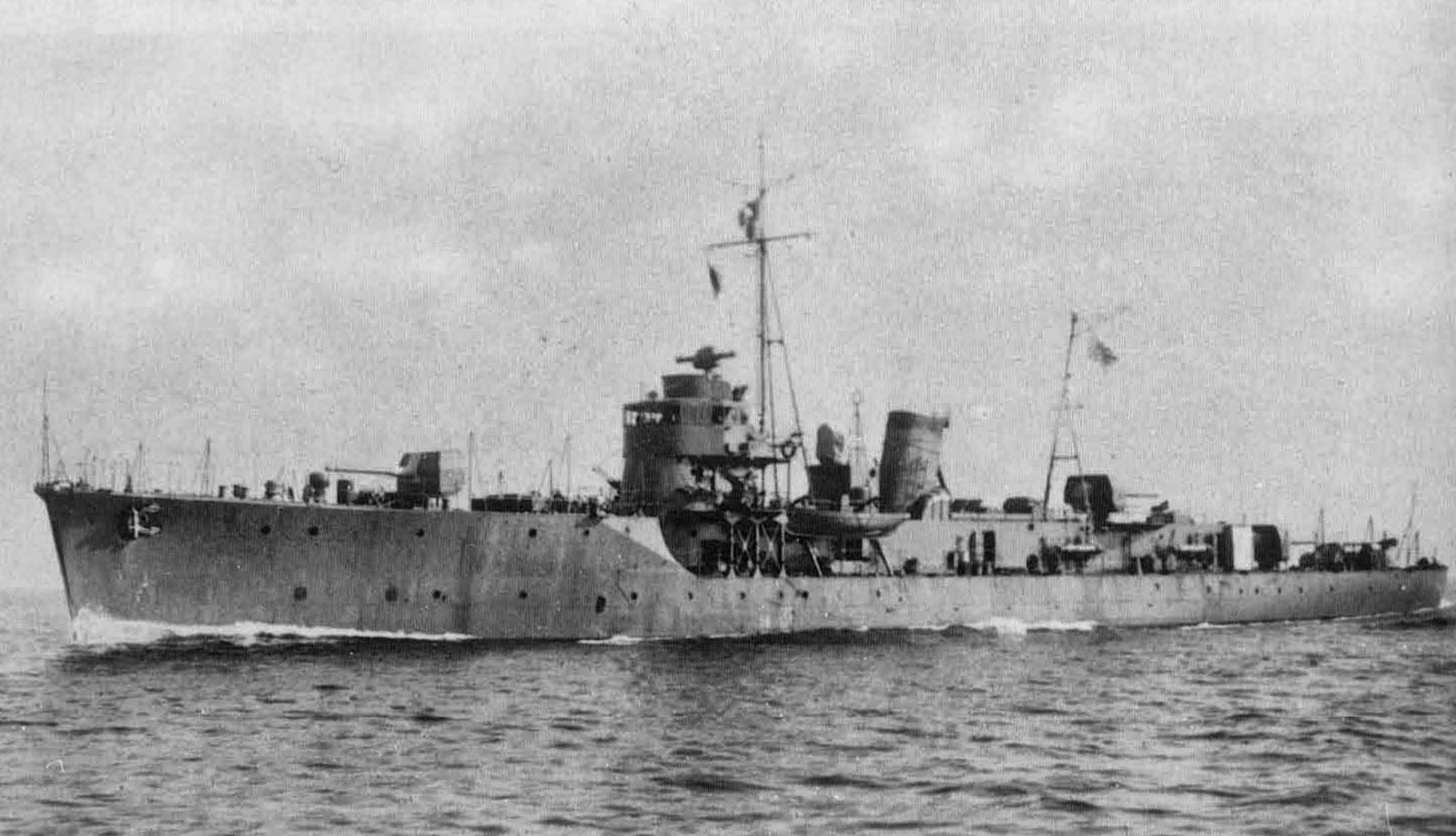
Tàu hộ tống Nhật Etorofu vào tháng 5 năm 1943.

Kaibōkan (海防艦 (hải phòng hạm) "tàu phòng vệ biển") là một loại tàu hải quân dùng bởi Hải quân Đế quốc Nhật Bản trong Chiến tranh thế giới thứ hai trong vai trò hộ tống và phòng vệ bờ biển. Cụm từ hộ tống hạm được dùng bởi Hải quân Mỹ để gọi các tàu Nhật trong chủng loại này.

## Miêu tả
Những chiếc tàu này là phiên bản tương đương của loại tàu khu trục hộ tống (Mỹ) và tàu hộ tống (frigate)(Anh) của phe Đồng Minh. Chúng là loại tàu chiến ít tốn kém hơn nhằm thay thế các tàu khu trục hạm đội trong chiến tranh chống tàu ngầm. Trong hải quân các nước Phe Trục cũng có những loại tàu giống tàu Kaibōkan của Nhật ví dụ như lớp F của Hải quân Quốc Xã và tàu Amiral Murgescu của Hải quân Rumani.
Trong quá trình chiến tranh, các thiết kế đã được đơn giản hóa và giảm quy mô lại để có thể đóng nhiều tàu hơn.

### Định nghĩa cũ
Trước Thế chiến II, kaibōkan là tên gọi chung của nhiều loại tàu khác nhau, từ thiết giáp hạm cho đến sloop, đã trở nên lỗi thời.

## Các lớp

### Lớp Shimushu(Ishigaki)
- Còn được gọi là Loại A - tuần tra đa năng, hộ tống hoặc quét mìn.
- Động cơ chính: Diesel X 2, trục kép (4.200shp)
- Tốc độ tối đa: 19,7kn
- Phạm vi: 8.000 dặm (16kn)
- Nhiên liệu: Dầu X 120t

### Lớp Etorofu(Matsuwa)
- Loại A cải tiến
- Động cơ chính: Diesel X 2, trục kép (4.200shp)
- Tốc độ tối đa: 19,7kn
- Phạm vi: 8.000 dặm (16kn)
- Nhiên liệu: Dầu X 120t

### Lớp Mikura(Chiburi)
- Còn được gọi là Loại B
- Động cơ chính: Diesel X 2, trục kép (4.200shp)
- Tốc độ tối đa: 19,5kn
- Phạm vi: 6.000 dặm (16kn)
- Nhiên liệu: Dầu X 120t

### Lớp Ukuru(Okinawa)
- Loại B cải tiến
- Động cơ chính: Diesel X 2, trục kép (4.200shp)
- Tốc độ tối đa: 19,5kn
- Phạm vi: 5.754 dặm (16kn)
- Nhiên liệu: Dầu X 120t

### Loại CvàLoại D
Cùng một thiết kế với các động cơ khác nhau; động cơ diesel cho loại C và tua-bin cho loại D. Hơn 120 chiếc được sản xuất hàng loạt trong chiến tranh, sử dụng phương pháp thiết kế mô-đun.

### Khác
Ngoài ra, hai tàu tuần dương hạng nhẹ cũ của Trung Quốc đã được sử dụng, đổi tên thành Ioshima và Yasoshima.